# Can Bas (Subirats)
Can Bas és un nucli de població del municipi de Subirats (Alt Penedès) situat a ponent del terme, entre Lavern i Ca l'Avi, a 201 m d’altitud. La masia de Can Bas, que dona nom al lloc, ja existia el 1545. Té una població de 47 habitants (2023).
Vora de la caseria de Can Bas hi ha la petita capella de Sant Joan Salerm, primitivament romànica, però molt modificada i arrebossada exteriorment.
L’accés a Can Bas i a Sant Joan es fa per un curt camí que es troba a la banda de ponent de la carretera de Vilafranca a Sant Sadurní d’Anoia. A peu d'aquesta carretera hi ha el polígon industrial Can Bas.